# Gus Monsanto
Gus Monsanto es el actual vocalista de la banda Supremacy, exvocalista de la banda Revolution Renaissance y Adagio.

## Biografía
Comenzó a tocar la guitarra a la edad de 10 años, debido a su poco interés opto por cantar. A la edad de 16 años formó su primera banda de rock pesado Angel Heart, a los 19 años publicó su primer álbum con Angel Heart. En 1997 participó en un proyecto con el exguitarrista de Sepultura Jairo Guedz. En el año 2001 se mudó a los Estados Unidos y se unió a la banda de rock Mono Bite.
En el 2004 se une a la banda Astra y posteriormente a la banda Francesa Adagio como reemplazo de David Readman vocalista fundador de la misma, en esta banda alcanzó fama mundial y compartió escenario con el conocido Robert Plant. A inicios del 2008 termina su participación con Adagio (en donde luego es reemplazado por Christian Palin) y le manda una solicitud a Timo Tolkki para que lo incluya en la banda Revolution Renaissance, proyecto iniciado por Tolkki al abandonar Stratovarius.
También en el año 2008, realiza la grabación del disco Invitation to Forever con la banda norteamericana Takara.
En 2009 realizó una grabación con la banda The Lightseekers.
En 2017 Gus se une a la banda Colombiana de hard rock melódico, Supremacy con quienes lanza su altamente valorado album "Influence". 

## Discografía
- Dominate (2006) Adagio

- Invitation to Forever (2008) Takara

- Age of Aquarius (2009) Revolution Renaissance

- Trinity (2010) Revolution Renaissance

- The Absinthe Episodes (2012) Aria Inferno
- Influence (2023) Supremacy